# Antonín Straka (politik)
Antonín Straka (27. března 1834 Dolní Bobrová – ???) byl rakouský politik české národnosti z Moravy; poslanec Moravského zemského sněmu a starosta Dolní Bobrové.

## Biografie
Narodil se v březnu 1834 v domě čp. 4 v Dolní Bobrové. Jeho otec Anton Strana byl láníkem. Antonín Straka se v době svého působení na zemském sněmu uváděl jako obchodník, hospodář a starosta v Dolní Bobrové. 2. června 1863 se v Dolní Bobrové konala svatba, na které si Anton Straka, starosta z čp. 4, vzal za manželku Terezii Švarcovou z čp. 72.
V 60. letech se Straka zapojil i do vysoké politiky. V zemských volbách v roce 1861 byl zvolen na Moravský zemský sněm, za kurii venkovských obcí, obvod Nové Město, Bystřice, Žďár. Mandát zde obhájil i v zemských volbách v lednu 1867. Poslanecký slib skládal v únoru 1867 v češtině. Uváděl se jako oficiální kandidát slovanského volebního komitétu (Moravské národní strany, staročeská). Na mandát rezignoval v červenci 1868. Na sněmu ho pak nahradil Josef Tálský.
Důvodem k rezignaci byla soudní kauza, jejímž aktérem byl Antonín Straka. Na jaře 1868 oznámil tisk, že poslanec Straka byl rozhodnutím krajského soudu v Jihlavě vzat do vazby. Mělo jít o finanční přečin z doby pruské okupace roku 1866. Když do obce tehdy dorazilo početné pruské vojsko, vypsalo rekvizice a za konfiskované věci, vydávalo obci potvrzení. Ty pak Straka předložil rakouským úřadům kvůli vyúčtování válečných náhrad. Bylo na něj ovšem podáno udání, že tyto písemné stvrzenky jsou padělané. V prosinci 1868 c. k. Nejvyšší soudní a kasační dvůr rozhodl o Strakově nevině. Předtím v červenci 1868 ho jihlavský krajský soud odsoudil na tři měsíce těžkého žaláře.
V roce 1880 se uvádí, že jistý Antonín Straka, obchodník a majitel domu v Dolní Bobrové, se zasnoubil s Filipinou Vítkovou z Horní Bobrové.